# Kenny Monday
Kenny Monday est un lutteur américain spécialiste de la lutte libre né le 25 novembre 1961 à Tulsa.

## Biographie
Il remporte la médaille d'or lors des Jeux panaméricains de 1991 dans la catégorie des moins de 74 kg.
Lors des Jeux olympiques d'été de 1988, il remporte le titre olympique et quatre ans plus tard, lors des Jeux olympiques d'été de 1992, il remporte la médaille d'argent en combattant dans la catégorie des -74 kg.